# Wenn der Krieg noch zwei Jahre dauert
Wenn der Krieg noch zwei Jahre dauert ist der Titel einer 1917 entstandenen und unter dem Pseudonym „Emil Sinclair“ publizierten dystopischen Erzählung Hermann Hesses: Der Schriftsteller Emil Sinclair kehrt nach seiner jahrelangen Flucht in eine innere geistige Welt für kurze Zeit in die Realität zurück und sieht, dass sich der Krieg weiterentwickelt hat und alle Lebensbereiche bürokratisch geregelt und kontrolliert werden.

## Inhalt
Der Schriftsteller Emil Sinclair hat sich, wie viele „Phantasten, Dichter und Träumer“, nach Beginn des Krieges für zwei, drei Jahre in seine innere Welt, in „ferne Vergangenheiten“ der Völker und dann „ins Kosmische“ zurückgezogen und ist aus dem öffentlichen Leben verschwunden. In der Erzählung berichtet er von seiner Rückkehr in die Realität.
Der ewige Krieg
1920 kommt Sinclair in die Wirklichkeit zurück und hofft, dass der Krieg zu Ende ist. Aber die Völker stehen sich mit der „gleichen geistlosen Hartnäckigkeit“ wie zuvor im Krieg gegenüber und trotz Grenzverschiebungen hat sich auf der Erde grundsätzlich nicht viel geändert. Die Waffentechnik wurde weiter verbessert: Fesselballons werfen aus 20 000 Metern Bomben auf die Zivilbevölkerung, über „Gerechte und Ungerechte“, und man ist schon froh, wenn das eigene Gebiet nicht getroffen wird. Die Welt ist in zwei Parteien geteilt, die sich gegenseitig zu vernichten suchen. Beide proklamieren „die Befreiung der Unterdrückten, die Abschaffung der Gewalttaten und die Aufrichtung eines dauernden Friedens“. Da der ewige Frieden nicht erreichbar war, entschied man sich für den ewigen Krieg.
Gesetz und Ordnung
Bei seiner Rückkehr in die Realität findet sich Sinclair in seiner zertrümmerten Wohnung und verlässt sie zu einem Spaziergang durch die leblose Stadt. Es gibt keine Läden mehr. Alles ist überwacht und reglementiert. Er wird von einem Wachmann nach seiner Erlaubnis für den Spaziergang gefragt und, da er keine Bescheinigung hat, sofort verhaftet. Damit gerät er in die Mühlen der Bürokratie: Man entzieht ihm seine Schuhe, da er für Zivilpersonen unerlaubte Lederschuhe trägt und außerdem keine Ausweispapiere hat. Barfuß treibt man ihn durch einige Straßen zum Amt 194, und dort verurteilt ihn ein uniformierter Beamter wegen seiner Vergehen zu 2000 Gulden Buße. So viel hat Sinclair nicht, und man bestraft ihn zum „provisorischen Entzug der Existenzbewilligung“. Auch von dieser Karte weiß er nichts, und er wird in ein Haftlokal gebracht. Als ihm der Beamte im Amt 285, Zimmer 19 f., die schwerste Strafe für seine Vergehen ankündigt, bittet Sinclair spontan um die Verurteilung zum Tod. So einfach sei das nicht, wird er informiert, dazu müsse er eine Sterbekarte für 4000 Gulden kaufen, und Voraussetzung dafür sei eine provisorische Existenzbewilligung.
Organisation der Kriegsgesellschaft
Als der Beamte ihn als den Schriftsteller Sinclair erkennt, gibt er ihm privat, außerhalb des Reglements, einige Erklärungen zur Situation: Zivilpersonen wie ihn gebe es kaum noch. Die meisten Männer seien Soldaten oder Beamte des Kontroll- und Verwaltungsapparats zur Organisation der Mangelwirtschaft. An die Entbehrungen habe man sich gewöhnt. Als Kartoffelersatz gebe es leicht geteerten und daher recht schmackhaften Holzbrei. Alle Gesetze dienten dazu, den Krieg in der ganzen Welt am Leben zu halten, und dieser Krieg sei das einzige, was sie noch hätten: Ordnung, Gesetz. Alles andere existiere nicht mehr: „Vergnügungen und persönlicher Erwerb, gesellschaftlicher Ehrgeiz, Habgier, Liebe, Geistesarbeit.“
Flucht ins Irreale
Sinclair sieht das alles ein: „[N]och ehe ich wieder bemerkt und zur Rede gestellt werden [kann], [spreche] ich den kleinen Sternensegen in mich hinein, stell[e] meinen Herzschlag ab, [lasse] meinen Körper im Schatten eines Gebüschs verschwinden und setz[e] meine vorherige Wanderung fort, ohne mehr an Heimkehr zu denken.“

## Biographische Bezüge
Beim Ausbruch des Ersten Weltkrieges war Hesse ein Verfechter der sogenannten „Ideen von 1914“ und meldete sich als Freiwilliger zum Kriegsdienst. Er wurde jedoch wegen seiner Sehschwäche für untauglich befunden. Durch die Erfahrung des Ersten Weltkriegs wandte er sich entschieden von seiner politischen Einstellung vor 1914 ab. Er wurde zum entschiedenen Kriegsgegner und Befürworter der Verweigerung und engagierte sich für Emigranten.
Mit seinem am 3. November 1914 in der Neuen Zürcher Zeitung veröffentlichten und mit Hassbriefen und Zustimmung kontrovers aufgenommenen Aufsatz „O Freunde, nicht diese Töne“ appellierte er an die deutschen Intellektuellen, nicht in nationalistische Polemik zu verfallen. Von 1915 bis 1918 organisierte er von der deutschen Botschaft in Bern aus die Versorgung Kriegsgefangener mit Lektüre. 1917 wurde Hesse nahegelegt, jegliche Antikriegspublikationen einzustellen, wenn er weiter für die Gefangenenfürsorge arbeiten wolle. Darauf veröffentlichte er seine Artikel und Bücher unter dem Pseudonym „Emil Sinclair“. Als erster Text wird die Erzählung „Wenn der Krieg noch zwei Jahre dauert“ in „Ich-Form“ aus der Perspektive Emil Sinclairs vorgetragen. Die Anti-Kriegs-Erzählung wurde 1928 in den Sammelband „Betrachtungen“ aufgenommen und durfte im nationalsozialistischen Deutschland nicht mehr nachgedruckt werden.

## Adaption
- Lesung von Martin Hermann (2010), YouTube[7]